# Jakub z Szadka
Jakub z Szadka herbu Wieniawa (1412–1487) – dyplomata i prawnik, rektor Akademii Krakowskiej (1475–1476), wicekustosz i kanonik sandomierski, oficjał i kanonik krakowski, pleban w Piotrowinie.

## Życiorys
Urodził się ok. 1412 w zamożnej rodzinie mieszczańskiej z Szadku jako syn Stanisława. Studia uniwersyteckie rozpoczął w 1428 na Wydziale Sztuk Wyzwolonych Akademii Krakowskiej. W 1429 uzyskał tytuł bakałarza, a w 1432 został magistrem sztuk wyzwolonych. Podczas studiów zaprzyjaźnił się z Janem Długoszem. Następnie studiował prawo, uzyskując ok. 1460 tytuł doktora dekretów. Ukoronowaniem jego kariery było dojście w 1475 do stanowiska rektora Akademii, a jego największą zasługą była rozbudowa Collegium Minus tej uczelni. Przeważającą część swej biblioteki, zarówno kodeksów rękopiśmiennych, jak i inkunabułów, przekazał kolegiom uniwersyteckim. 
Działał także w sferze dyplomacji. Współpracował z biskupem krakowskim Zbigniewem Oleśnickim i dzięki temu zbliżył się do króla Kazimierza Jagiellończyka. W 1431 uczestniczył w soborze bazylejskim. Na sejmie piotrkowskim 15 maja 1455 król za biegłość w naukach i zasługi dla Korony nadał mu szlachectwo, a do swego herbu Wieniawa adoptował go krajan z sieradzkiego Jan Długosz. W 1464 podczas wojny trzynastoletniej z Krzyżakami dowodził, wykorzystując dane toponomastyczne, praw Polski do Pomorza jako ziemi osiadłej i posiadanej przez naród plemienia i języka polskiego, który nazwy górom, rzekom i innym miejscom wprzódy ponadawał, zanim zakon krzyżacki powstał. Roszczenia wobec zakonu sformułował w 15 art., opierając się na przesłankach naukowych. Był to ważny dokument wkładu polskiej nauki w dzieło odzyskania ziem polskich nad Bałtykiem w XV w. Jakub z Szadka jako główny doradca króla Kazimierza Jagiellończyka w rokowaniach toruńskich, odegrał najważniejszą rolę w redagowaniu od strony prawnej warunków pokoju toruńskiego w 1466. Opowiadał się on również gorąco za włączeniem do Korony Mazowsza, dowodząc w 1462 praw króla polskiego do Księstwa Płockiego. W 1473 uczestniczył w zjeździe dyplomatów polsko-węgierskich w Nysie, gdzie popierał starania Kazimierza Jagiellończyka o koronę czeską i węgierską dla jego synów. Mowy Jakuba skierowane przeciwko Zakonowi, jak i w sprawie odzyskania Mazowsza, znane są dzięki Janowi Długoszowi.
Zmarł 28 października 1487 w Krakowie